# Casa Caoma
La Casa Caoma fue una de las residencias particulares construidas por Carlos Raúl Villanueva, y que se ubica en Caracas, Venezuela. Está edificada en un estilo ecléctico y es, junto con la Casa Sotavento, una de las dos que el renombrado arquitecto construyó para su uso propio, y una de las tres que realizó en toda su carrera, siendo la tercera la Casa Los Manolos.
Villanueva escogió para esta vivienda la urbanización La Florida, en el norte de la ciudad, zona en la que para la época estaban edificadas muchas quintas del periodo colonial. Por ende, la forma cúbica y geométrica de la residencia originaba un marcado contraste estilístico. Pese a ello, Villanueva sintetizó en esta casa los estilos coloniales y modernos, planificando respectivamente un vestíbulo, un patio central y una habitación auxiliar al interior del recinto y aleros, garaje y cuartos de servicios espaciosos con volumetría blanca al exterior.
La planta baja presenta numerosas obras de arte originales de otros artistas plásticos reconocidos en la escena internacional de la época, tales como mosaicos y murales de Mateo Manaure, László Moholy-Nagy, Antoine Pevsner, Fernand Léger, Oscar Niemeyer, Vasili Kandinski, Joan Miró, Victor Vasarely, un original del Pastor de nubes de Jean Arp, uno de los primeros trabajos de Jesús Soto sobre plexiglás, así como la Silla del diablo de Alexander Calder. Dichos artistas fueron amigos íntimos del arquitecto, que también colaboraron en gran medida con la dotación de obras artísticas de la Ciudad Universitaria de Caracas, considerada la mayor obra de Villanueva.
Actualmente, se hacen visitas guiadas por las diferentes habitaciones de la casa, en cuyas paredes, además de las obras de arte, se pueden apreciar planos y bocetos originales y fotografías de las principales obras de Villanueva, así como facetas de la vida del arquitecto.